# Lijst van burgemeesters van Ruurlo
Dit is een lijst van burgemeesters van de voormalige Nederlandse gemeente Ruurlo. Op 1 januari 2005 ging deze gemeente op in de nieuwe gemeente Berkelland.
| Ambtsperiode | Naam burgemeester                       | Partij of stroming | Bijzonderheden                                        |
| ------------ | --------------------------------------- | ------------------ | ----------------------------------------------------- |
| 1811 - 1838  | J.A. Luitjes                            |                    | eerst maire, daarna schout en vervolgens burgemeester |
| 1838 - 1886  | W.H. Kerkhoven                          |                    |                                                       |
| 1887 - 1895  | L.G.A. van Hangest baron d' Yvoy        |                    |                                                       |
| 1895 - 1917  | E.C. Scholten                           |                    |                                                       |
| 1917 - 1941  | A.E. van Arkel                          |                    |                                                       |
| 1943 - 1945  | W. van Hoppen                           | NSB                |                                                       |
| 1946 - 1953  | H.G.I. baron van Tuyll van Serooskerken | partijloos         |                                                       |
| 1953 - 1978  | jhr.mr. J.W. de Beaufort                | partijloos         |                                                       |
| 1978 - 1996  | J. Ordelman                             | CHU / CDA          |                                                       |
| 1996 - 1999  | J. de Groot                             | VVD                |                                                       |
| 1999 - 2000  | P. van Veen                             | VVD                | waarnemend                                            |
| 2000 - 2005  | L.A.G.M. de Zeeuw-Lases                 | VVD                |                                                       |